# Traducciones de la Biblia

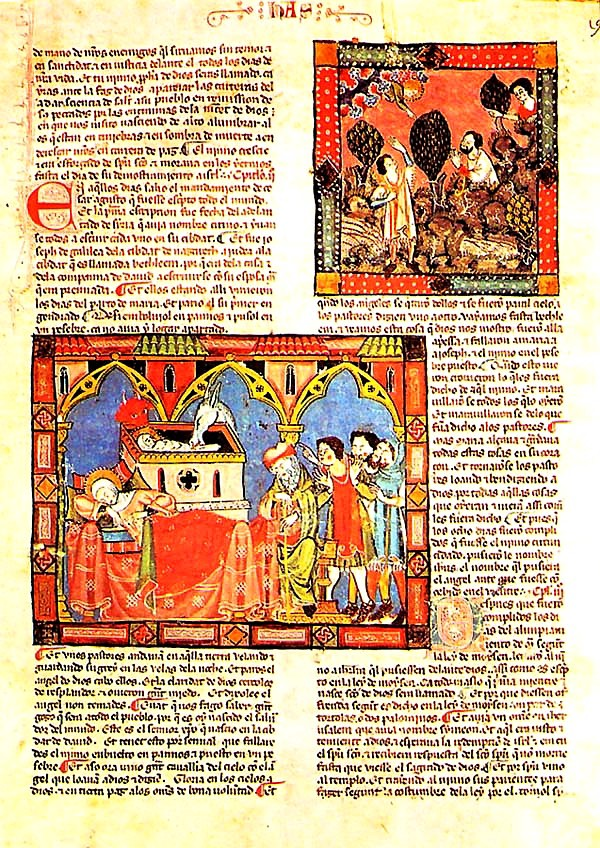
Página de la Biblia alfonsina donde se narra el nacimiento de Jesús

Las traducciones de la Biblia han sido numerosas: a 756 lenguas de forma completa y a más de 3000 de forma parcial, lo que convierte la Biblia en el libro (o conjunto de libros) más traducido de la historia. Algunas de ellas han sido trascendentales para el desarrollo de las lenguas y las culturas en que se dieron.
Las primeras traducciones bíblicas comenzaron en el mismo amplio periodo en que sus libros se fueron redactando: el texto masorético en hebreo, los tárgum en arameo y la traducción al griego denominada Biblia de los Setenta (siglo III a II a. C.), que se realizó de los textos originales que componen la Biblia hebrea del judaísmo (Antiguo Testamento para el cristianismo). Los textos del Nuevo Testamento fueron escritos directamente en griego. Esa versión sigue siendo utilizada directamente en buena parte de la cristiandad oriental (iglesia ortodoxa), además de las traducciones de la Biblia a las lenguas eslavas (desde la traducción al antiguo eslavo eclesiástico de Cirilo y Metodio, 863) y otras en distintos ámbitos lingüísticos, algunas de las cuales se cuentan entre las más antiguas (Diatessaron de Taciano en siríaco, ca. 170, traducciones coptas, etíopes, el Codex Argenteus del godo Ulfilas, siglo VI, etc.)
Aunque hay traducciones anteriores (las llamadas Vetus Latina), la traducción al latín de San Jerónimo (denominada Vulgata, 382) fue la dominante en la cristiandad occidental hasta la reforma protestante (siglo XVI), y continuó siéndolo en el catolicismo hasta la Edad Contemporánea. La crítica filológica del humanismo buscaba la obtención de traducciones depuradas (Biblia políglota complutense impulsada por el cardenal Cisneros, 1514-1522, Textus Receptus iniciado por Erasmo, 1516-1522, continuado por Beza, 1565-1604, Biblia regia o Políglota de Amberes, de Arias Montano, 1568-1572, etc.)
Coincidiendo con la Edad de Oro del islam (siglos VIII al XIII) hubo traducciones de la Biblia al árabe tanto en el Próximo Oriente como en la España musulmana (realizadas por mozárabes).
A finales de la Edad Media ya habían aparecido traducciones totales o parciales de la Biblia a las lenguas vulgares romances y germánicas. Las primeras traducciones de la Biblia al castellano son las llamadas prealfonsinas, que preceden a la denominada Biblia alfonsina (1260-1280) incorporada en la General estoria de Alfonso X el Sabio. Por la misma época se produjeron la primera traducción de la Biblia al portugués (la Biblia de don Dinis, patrocinada por el rey Dionisio I de Portugal) y la primera traducción de la Biblia al catalán, denominada Biblia de Montjuich (patrocinada por Alfonso III de Aragón en 1287, sobre una preexistente versión francesa). La Biblia Valenciana (de Bonifacio Ferrer, comienzos del siglo XV) fue uno de los primeros libros impresos en España (en 1478). Aunque la primera traducción e impresión completa de la Biblia al idioma español castellano no llegó sino hasta octubre de 1543. Se publicó en Flandes, para evitar a la Inquisición, y la produjo Francisco de Enzinas. Unos años antes, en 1471, había aparecido la primera Biblia impresa en italiano (traducción de Nicolò Malermi). La más trascendente de las traducciones de la Biblia al alemán fue resultado del trabajo de Martín Lutero entre los años 1521 y 1534 (Biblia de Lutero). Entre las más importantes traducciones de la Biblia al inglés están la Biblia de los Obispos (1568), la Tyndale (1525-1536) y la King James (1611). La Reina-Valera (1565-1602) fue la más usada por los protestantes españoles.
Joanes Leizarraga tradujo el Nuevo Testamento al euskera en 1571. Algunos misioneros católicos españoles del siglo XVI tradujeron la Biblia a las lenguas americanas, como Bernardino de Sahagún, que lo hizo parcialmente en la lengua nahuatl; pero tal forma de evangelización fue prohibida por la Inquisición desde 1576.

## Historia

### Traducciones y ediciones de la Biblia hebrea
Algunas de las primeras traducciones del Torah judío se realizaron durante el primer exilio en Babilonia, cuando el arameo se convirtió en la lingua franca de los judíos. Dado que muchas personas hablaban solo en arameo y no entendían hebreo, se crearon los Targums para permitir que las personas comunes pudieran entender la Torah cuando era leída en las sinagogas antiguas.
La Tanakh estaba escrita en su mayor parte en hebreo bíblico, con algunos trozos (especialmente en el Libro de Daniel y el Libro de Esdras) en arameo bíblico.
Otras antiguas traducciones judías, tales como los Targums en arameo, siguen de cerca el texto masorético de la Biblia hebrea, y todas las traducciones judías medievales y modernas se basan en la misma fuente.
El movimiento más difundido para traducir libros de la Biblia para traducir libros de la Biblia que se remontaban al siglo III a. C. La mayoría del Tanakh existía en hebreo, pero muchos judíos vivían en Egipto, en donde Alejandro Magno había fundado Alejandría. En cierta época un tercio de la población de esta ciudad eran judíos helenos. Sin embargo, no se intentó realizar ninguna traducción de relevancia (ya que la mayoría de los judíos continuaban hablando en arameo entre ellos) hasta que Ptolomeo II Filadelfo contrató a un gran grupo de judíos (entre 15 y 72 según distintas fuentes) que poseían un fluido dominio del griego koiné y hebreo. Estas personas realizaron la traducción actualmente denominada la Septuaginta.
Desde el 800 hasta el 1400, estudiosos judíos actualmente denominados Masoretas compararon los textos de todos los manuscritos bíblicos conocidos en un esfuerzo por crear un texto único estandarizado. Como resultado de este esfuerzo aparecieron una serie de textos sumamente similares, todos los cuales son denominados Textos Masoréticos (MT). Los Masoretes también agregaron puntos vocales al texto (llamados niqud), ya que el texto original solo contenía consonantes. Este proceso a veces requería la elección de una denominada interpretación, dado que algunas palabras solo se diferenciaban por sus vocales—su significado dependiendo de cuales vocales se utilicen. En la antigüedad, existían varias lecturas o interpretaciones en hebreo, algunas de las cuales han sobrevivido en el Pentateuco Samaritano, los pergaminos del Mar Muerto, y otros fragmentos antiguos, además de existir referencias a ellas en versiones antiguas en otros idiomas.
Los judíos también escribieron traducciones no literales o parafraseadas denominadas targums, especialmente en arameo. A menudo expandían y elaboraban el texto con detalles adicionales tomados de la tradición oral rabínica.

### Traducciones primitivas al griego y latín
En la obra Hexapla de Orígenes de Alejandría se presentan en forma comparativa seis versiones del Antiguo Testamento, incluida la traducción griega del siglo II de Aquila de Sinope y Símaco el ebionita. Esta elaboración ecléctica de la Septuaginta tuvo una influencia significativa en el texto del Antiguo Testamento en varios manuscritos importantes. La Biblia Cristiana canónica fue establecida formalmente por el Obispo Cirilo de Jerusalén en el 350 (aunque de hecho ya había sido aceptada por la iglesia), siendo confirmada por el Concilio de Laodicea en el 363 (ambas no incluían el Libro de las Revelaciones), y posteriormente promulgada por Atanasio de Alejandría en el 367 (con el agregado del Libro de las Revelaciones), y la traducción al latín denominada Vulgata de Jerónimo de Estridón se remontan al 382 d. C. y 420. Las traducciones al latín anteriores a Jerónimo son denominadas en forma genérica como textos Vetus Latina.
La primera de todas las traducciones de la Biblia hebrea al griego fue la denominada Septuaginta (LXX), que luego se convierte en el texto aceptado del Antiguo Testamento en la iglesia y la base de sus cánones. La denominada Vulgata en latín realizada por Jerónimo estaba basada en la versión en hebreo de aquellos libros de la Biblia que se habían conservado en el canon judío (tal como se presentaban en el texto masorético), y del texto griego de los libros deuterocanónicos.
Las traducciones cristianas también tendían a basarse en la versión en hebreo, aunque algunas prefieren la Septuaginta (o pueden presentar citas alternativas de ambas). Las traducciones de la Biblia que incorporan críticas textuales modernas por lo general comienzan con el texto masorético, pero también tienen en cuenta posibles variantes de todas las versiones antiguas disponibles. El Textus Receptus del Nuevo Testamento cristiano se encuentra en griego koiné, y casi todas las traducciones están basadas en un texto griego.
Durante el siglo II o III a. C., la Torah fue traducida al griego koiné, y durante el siguiente siglo, otros libros fueron también traducidos. Esta traducción se denominó la Septuaginta. "Sin embargo, no fue hasta la época de Agustín de Hipona (354-430 CE) que la traducción griega de las escrituras judías pasó a ser conocida por el término en latín septuaginta."
Jerónimo comenzó revisando las primeras traducciones latinas, pero terminó retrotrayéndose al original griego, saltándose todas las traducciones, y retornando al hebreo original cada vez que pudo en vez de utilizar la Septuaginta.
En el siglo IV Ulfilas tradujo el Nuevo Testamento al gótico. En el siglo V, San Mesrob tradujo la Biblia al armenio. De la misma época son las traducciones siríaca, copta, etíope y georgiana.
En el 331, el emperador Constantino le encargó a  Eusebio que produjera cincuenta Biblias para la Iglesia de Constantinopla. Atanasio (Apol. Const. 4) escribió que unos 340 escribas alejandrinos prepararon Biblias para el  emperador Constante. Poco más se sabe, aunque abundan las especulaciones. Por ejemplo, se especula que esto puede haber servido de motivación para las listas de cánones, y el Codex Vaticanus Graecus 1209, el Codex Sinaiticus y el Codex Alexandrinus son ejemplo de estas Biblias. Juntamente con la Peshitta, estas son las más antiguas Biblias cristianas disponibles.

## Traducción más reciente al latín
El 29 de noviembre de 1965, el papa Pablo VI instituyó la Comisión Pontificia para la Versión Estándar Revisada de la Biblia, a fin de que elaborase una nueva traducción desde el hebreo, el arameo y el griego koiné, al latín. El resultado fue la Nova Vulgata, promulgada por el papa Juan Pablo II en 1979.
El propósito fue lograr  más precisión y claridad en los textos, y retirar los errores y pasajes oscuros que presentaba la versión de San Jerónimo, conocida como Vulgata.